# 瑞許·沙哈
里沙布·沙哈（英語：Rishabh Shah，1997年12月17日—），又稱瑞許·沙哈（英語：Rish Shah），是一名英國男演員。他在Disney+系列電視劇《驚奇少女》（2022年）中飾演卡姆蘭（Kamran）而一舉成名。他還出演過短片《漫長的告別》（2020年）、劇情片《印度糖果和香料》（2021年）和《復仇好閨蜜》（2022年），以及Netflix驚悚系列《禁忌癡戀》（2023年）。

## 早年生活
沙哈出生並成長於倫敦北部的恩菲爾德鎮。他的父母分別來自印度孟買和巴羅達。他先後就讀於格蘭奇公園小學和哈伯達舍男校。他畢業於倫敦國王學院，獲得英語和語言學文學學士學位。

## 職業生涯
2017年，沙哈出演了默德爾劇團（Merdel Theatre Company）在克拉珀姆藝穗節（Clapham Fringe Festival）上製作的《The Plains of Delight》和黑茲爾·海耶斯製作的全螢幕網路劇《PrankMe》。2019年，他首次亮相電視螢幕，客串出演了羅素·T·戴維斯的《未來歲月》和醫療肥皂劇《醫者心》，這兩部劇都在BBC One頻道播出。他也曾在溫徹斯特果殼劇院的《You're Dead, Mate》和倫敦渦輪劇院的《同性三分親》中擔任舞台角色
沙哈在里茲·阿邁德的2020年奧斯卡獲獎短片《漫長的告別》中飾演艾哈邁德的弟弟。2020年，沙哈從亞當·菲爾丁手中接過ITV肥皂劇《愛默戴爾》中基林·科特查（Kirin Kotecha）一角。他被《綜藝》雜誌評為「2021年值得關注的英國人」。
2021年，沙哈在Netflix電影《愛的過去進行式：真愛永遠》中飾演拉維（Ravi），並在愛情喜劇電影《印度糖果和香料》中飾演瓦倫·杜塔（Varun Dutta），與蘇菲亞·艾里演對手戲。
第二年，他加入漫威電影宇宙，並在Disney+影集《驚奇少女》中首次飾演超能力少年卡姆蘭。之後，他在Netflix喜劇電影《復仇好閨蜜》中飾演羅斯（Russ）。他主演了Netflix限定驚悚劇《禁忌癡戀》，並將出演亞馬遜電影《帶著蛋糕在酒吧》。

## 影視作品

### 電影
| 年份 | 標題                         | 角色        | 備註     |
| ---- | ---------------------------- | ----------- | -------- |
| 2020 | 《漫長的告別》               | Karim       | 短篇電影 |
| 2021 | 《愛的過去進行式：真愛永遠》 | Ravi        |          |
| 2021 | 《印度糖果和香料》           | Varun Dutta |          |
| 2022 | 《復仇好閨蜜》               | 羅斯        |          |
| 2023 | 《甜蜜的東方》               | Mohammad    |          |
| 2023 | 《帶著蛋糕在酒吧》           | Owen        |          |

### 電視
| 年份 | 標題                     | 角色           | 備註                           |
| ---- | ------------------------ | -------------- | ------------------------------ |
| 2019 | 《未來歲月》             | Ahmed          | 1集                            |
| 2019 | 《醫者心》               | Rajdeep Mishra | 集數：「Failing to Stop」      |
| 2020 | 《急診室》               | Virat Dewala   | 1集                            |
| 2020 | 《愛默戴爾》             | Kirin Kotecha  | 5集                            |
| 2022 | 《驚奇少女》             | 卡姆蘭         | 5集（主要角色）                |
| 2022 | 《漫威影業：創作大本營》 | 他自己         | 集數：「《驚奇少女》製作特輯」 |
| 2023 | 《禁忌癡戀》             | Jay Farrow     | 4集                            |

### 網路
| 年份 | 標題        | 角色 | 備註 |
| ---- | ----------- | ---- | ---- |
| 2017 | 《PrankMe》 | Asif | 4集  |

## 舞台劇
| 年份 | 標題                      | 角色  | 備註             |
| ---- | ------------------------- | ----- | ---------------- |
| 2017 | 《The Plains of Delight》 | Jerry | 克拉珀姆藝穗節   |
| 2019 | 《You're Dead, Mate》     | 男人  | 溫徹斯特果殼劇院 |
| 2019 | 《同性三分親》            | Alan  | 倫敦渦輪劇院     |

## 外部連結
- 瑞許·沙哈在互联网电影资料库（IMDb）上的資料（英文）
- Rish Shah at Conway van Gelder Grant https://newsprostory.com/rish-shah/ （页面存档备份，存于）